# I Just Called to Say I Love You
I Just Called to Say I Love You — пісня Стіві Вандера, що вийшла в 1984 році. Сингл з піснею очолив чарти США, Великої Британії та багатьох інших країн. Пісня має також музичні «Оскар» і «Золотий глобус». I Just Called to Say I Love You увійшла в саундтрек до фільму «Жінка в червоному» Джина Вайлдера, який, своєю чергою, є рімейком французької кінокомедії «І слони бувають невірні».

## Характеристика
Ця пісня була написана Вандером спеціально для комедії 1984 року «Жінка в червоному» з Келлі ЛеБрок в головній ролі. Саме завдяки Стіві фільм і отримав свій єдиний «Оскар» — «за кращу кінопісню». У 1985 році свою версію пісні «To byl vam den» («Це був твій день») виконав чеський «соловей» Карел Готт. Власне, в цьому фільмі прозвучало цілих три пісні досить іменитого на той час співака і композитора Стіві Вандера. Проте саме «I Just Called to Say I Love You» стала настільки популярною, що широкі маси по цей час сприймають творчість Вандера через призму цієї електронної балади. За межами Штатів фільм практично забутий, а пісня все так само популярна, як і 37 років тому.
У цій пісні Стіві перелічує події щорічного календаря, що можуть бути приводом зателефонувати коханій людині. Однак він пояснює, що жодна особлива щорічна подія, така як Новий рік чи Гелловін, не надихне на дзвінок, як щире кохання. У кліпі на пісню Стіві Вандер під час концерту співає у телефонну трубку, сидячи за фортепіано. Наприкінці пісні він і глядачі стоять і хитаються під музику. Відео містить кадри з концертів, записані в Роттердамі Ахой, Нідерланди, 10 серпня 1984 р. 

## Оцінки
Пісня відразу потрапила на 1-е місце «The Billboard Hot 100» протрималася на вершині хіт-параду 3 тижні з 13 по 27 жовтня 1984 року, 10 разів займала 1-е місце в чарті «R&B», і була удостоєна нагороди «Golden Globe» і «Academy Award» як краща пісня року. Пісня також стала єдиним сольним успіхом Великої Британії під номером один, протримавшись на вершині протягом шести тижнів, і в цей час вона також стала найпопулярнішим синглом Motown Records у Великій Британії, яку вона досі тримала станом на 2018 рік. Пісня також отримала три номінації на 27-й премії «Ґреммі» за найкраще чоловіче поп-вокальне виконання, пісню року та найкраще поп-інструментальне виконання.
Музичні критики, на відміну від публіки, цю пісню чомусь не злюбили з самої її появи на музичному небосхилі. Її називали мало не найпримітивнішою і сентиментальною в репертуарі співака, вважаючи, що своїм синтезаторно-барабанним звучанням вона дуже сильно відрізняється від його експериментальної музики 70-х. 

## Цікаві факти
- Стіві Вандер присвятив отриману нагороду Нельсону Манделі (відомому політичному діячеві ПАР, борцеві за права людини), який в той час перебував в ув'язненні. У відповідь тодішня влада ПАР заборонили в країні пісні Вандера.
- 27 червня 2009 року, через два дні після смерті Майкла Джексона, Стіві Вандер виконав свою пісню на похоронній церемонії. У приспіві він відступив від традиційного тексту, і заспівав: «Michael knows, I'm here, and I love you.» Його голос зривався кілька разів, і в кінці пісні Стів вказав рукою на небо і тихо вимовив: «Ми любимо тебе, Майкле».
- Колишній співавтор Вандера Лі Гарретт подавав на нього в суд, звинувачуючи в крадіжці пісні «I Just Called to Say I Love You». У позові Чіате стверджував, що вони з Гарретом написали пісню за роки до її виходу в 1984 році, але Стіві виграв справу.
- З-поміж композицій, які «I Just Called to Say I Love You» обійшла в номінації на «Оскар», була популярна тема Ghostbusters («Мисливці за привидами»).
- У фільмі «Фанатик» (High Fidelity) продавець в музичному магазині, якого грає Джек Блек, переконує покупця не дарувати донці сингл «I Just Called to Say I Love You». Він називає пісню «сентиментальним, позбавленим смаку лайном».